# Matrimonio igualitario en Tuvalu
Tuvalu no reconoce el matrimonio entre personas del mismo sexo, las uniones civiles ni ninguna otra forma de reconocimiento para las parejas homosexuales. En 2023, la Constitución de Tuvalu se modificó para prohibir el matrimonio entre personas del mismo sexo.

## Antecedentes
Al igual que muchas otras sociedades polinesias, Tuvalu reconoce una tercera estructura de género conocida como pinapinaaine (abreviado como pina), que son personas cuyo sexo se asigna masculino al nacer, pero que encarnan comportamientos de género femenino. Es probable que siempre hayan existido en Tuvalu, aunque su rol cultural se ha visto influenciado por la introducción occidental de la moral cristiana conservadora, lo que ha llevado a los pinapinaaine a sufrir marginación social y discriminación en la actualidad. En Samoa y Samoa Americana, estas personas se conocen como fa'afafine y se consideran parte integral de la sociedad samoana. Históricamente, si deseaban casarse y tener hijos, contraían matrimonio con mujeres, lo que creaba la posibilidad de que se celebraran matrimonios entre personas de sexo femenino en la cultura samoana.

## Restricciones legales
La Ley de Matrimonio (en tuvaluano: Tulafono Lasi i te Faiga o Āvaga) no prohíbe expresamente el reconocimiento de las uniones entre personas del mismo sexo. Sin embargo, generalmente se refiere a los cónyuges casados como "marido" y "esposa". Se argumenta que esta ley posiblemente demostró que Tuvalu preveía reconocer únicamente los matrimonios entre personas de distinto sexo. La ley fue enmendada en 2015 y 2021, pero el Parlamento de Tuvalu no introdujo una definición explícita de matrimonio ni prohibió expresamente los matrimonios entre personas del mismo sexo. El matrimonio entre personas del mismo sexo tampoco aparece en la sección de "restricciones al matrimonio" de la ley. Las uniones civiles, que ofrecerían una parte de los derechos y beneficios del matrimonio, tampoco están reconocidas en Tuvalu. En consecuencia, las parejas del mismo sexo no tienen acceso a los derechos, beneficios y obligaciones legales del matrimonio, incluyendo la protección contra la violencia doméstica, el derecho a la adopción, los beneficios fiscales y los derechos sucesorios, entre otros.
La Constitución de Tuvalu no definía anteriormente el matrimonio como la unión entre "un hombre y una mujer". En julio de 2020, el Parlamento creó una comisión encargada de modificar la Constitución. Un proyecto de ley a tal efecto, que también definiría el matrimonio en términos heterosexuales, se publicó el 12 de diciembre de 2022. Las enmiendas fueron aprobadas por unanimidad por el Parlamento en septiembre de 2023 y entraron en vigor el 1 de octubre de 2023. El artículo 43(2) establece:

En virtud de esta Constitución, toda persona tiene los siguientes deberes y responsabilidades fundamentales para consigo misma, sus dependientes y los demás [...]: defender los principios cristianos de la unidad familiar, que comprenderá el matrimonio entre un hombre y una mujer con exclusión de todos los demás, y su descendencia como fundamento de la sociedad tuvaluana.